# Авијатик Берг 30.40
Авиатик Берг 30.40 је ловачки авион направљен у Аустроугарској. Авион је први пут полетео 1918. године. 

Био је то једнокрилац са високо постављеним крилом, мешовите конструкције. Направљен је само један прототип.
Највећа брзина у хоризонталном лету је износила 192 km/h. Размах крила је био 6,82 метара а дужина 5,00 метара. Маса празног авиона је износила 366 килограма а нормална полетна маса 586 килограма. Био је наоружан са два предња митраљеза калибра 8 милиметара Шварцлозе.

## Пројектовање и развој
Овај авион је конструисао инжењер Јулијус фон Берг у циљу да направи што бржи, лакши и окретнији ловац а произвела га фирма Авиатик из Беча. 
Авиони серије Авиатик D (ловци) које је пројектовао инж. Берг су били робусни авиони двокрилци са 6-то цилиндричним, линијским, течношћу хлађеним моторима Даимлер. Ратна дешавања поставила су нове захтеве пред ловачку авијацију: брзину, наоружање и агилност ловачких авиона. Стога је инж. Берг пројектовао три авиона ловца који су требали да одговоре овом захтеву. Били су то авиони двокрилци 30.27, 30.29 и једнокрилац 30.40. Сва три ова авиона су били лаки ловци опремљени ротационим ваздухом хлађеним моторима Stayer. Авион Авиатик Берг 30.40 је настао модификацијом двокрилца Авијатик Берг 30.27. а први пут је полетео 1918. године.

## Технички опис
Авиатик Берг 30.40 је био авион једнокрилац (парасол) мешовите конструкције (дрво, метал и платно).
Труп је имао основну дрвену конструкцију већим делом обложену платном. Попречни пресек трупа је био правоугаоног облика, стим што је горња стана трупа била заобљена. На кљуну трупа се налазио радијални мотор обложен лименом капотажом. Предљи део трупа одмах иза мотора је био такође обложен алуминијумским лимом. У трупу се налазила комотна једноседа отворена кабина пилота, са управљачким механизмом који је био комбинација полужног и жичаног система и сетом инструмената за констролу лета авиона и рада мотора.
Погонска група се састијала од једног ротационог мотора Steyr (лиценца Le Rhone), 11-то цилиндрични радијални ваздухом хлађени мотор снаге 117 kW (160KS). Елиса је била дрвена двокрака са фиксним кораком.
Крила су имала дрвену конструкцију са две рамењаче обложену платном. Са обе стране су крила са паром упорница везане за дно трупа авиона. Крилца су била исте, дрвене конструкције пресвучене платном.
Реп авиона је био класичан, један вертикални и два хоризонтална стабилизатора дрвене конструкције пресвучене платном. Кормило правца и кормила дубине си имала метални конструкцију пресвучену импрегнираним платном. 
Стајни трап је фиксан конвенционалног типа са крутом осовином, напред точкови а назад на репу авиона налази се еластична дрљача као трећа ослона тачка.

## Наоружање
Авион Авијатик Берг 30.40 је био наоружан са два фиксна синхронизована митраљеза Шварцлозе калибра 8 mm која су гађала кроз обртно поље елисе.
| Наоружање авиона: Авиатик Берг |                             |
| Ватрено (стрељачко) наоружање  |                             |
| Топ                            |                             |
| Митраљез                       |                             |
| Број и ознака митраљеза        | 2 х Шварцлозе (Schwarzlose) |
| Калибар                        | 8                           |
| Бомбардерско наоружање (бомбе) |                             |
| Ракетно наоружање (ракете)     |                             |

## Верзије
Направљен је само један прототип овог авиона.

## Оперативно коришћење
Авион је коришћен само за тестираље и није се серијски производио.

## Земље које су користиле авион
- Аустроугарска